# Konrad Pokutycki
Konrad Tomasz Pokutycki (ur. 29 grudnia 1965) – polski ekonomista, przedsiębiorca, Łodzianin Roku 2019.

## Życiorys
Urodził się w 1965. Ukończył studia ekonomiczne na Uniwersytecie Łódzkim, po których pracował jako w Katedrze Rachunkowości Uniwersytetu Łódzkiego, a także w szkołach biznesu oraz w Stowarzyszeniu Księgowych w Polsce oraz jako konsultant ds. zarządzania finansami, doradztwa podatkowego. W 2003 został biegłym rewidentem. W latach 1993–2000 był członkiem zarządu i dyrektorem finansowym firmy Rossmann. Od 2000 pracował w BSH jako członek zarządu i dyrektor finansowy. W 2008 został prezesem zarządu. W latach 2006–2017 był członkiem Rady Nadzorczej ElektroEko Organizacji Odzysku Sprzętu Elektrycznego i Elektronicznego, a 2007 także jej wiceprzewodniczącym. W latach 2009–2014 i 2017–2020 był prezesem Zarządu CECED Polska – Europejskiego Stowarzyszenia Producentów AGD, a od 2006 roku jest członkiem Komitetu Sterującego.
Jest współautorem polsko-niemiecko-angielskiego słownika rachunkowości i bankowości.

## Nagrody, odznaczenia i wyróżnienia
- Wektor Pracodawców Rzeczypospolitej Polskiej (2015) za wkład w rozwój branży producentów AGD,
- Łodzianin Roku (2019),
- Brązowy Krzyż Zasługi (2020)[4],
- Medal 600-lecia Łodzi (2023)[5].